# John Fisher
Pour les articles homonymes, voir John Fisher (homonymie), Fisher et saint Jean.
Saint John Fisher ou Jean Fisher en français, né vers 1469 à Beverley (Yorkshire) et mort par exécution le 22 juin 1535 à la Tour de Londres, est un religieux catholique et théologien anglais. Chancelier de l'université de Cambridge en 1504, il devient évêque de Rochester la même année. Très habile dans la controverse et les questions théologiques, il défend avec zèle le catholicisme et s'oppose vivement au divorce du roi Henri VIII avec Catherine d'Aragon, et aux prétentions du roi à se proclamer lui-même chef de l'église d'Angleterre qui l'accompagnent.
À la différence des autres évêques du royaume, John Fisher refuse de prêter le serment de succession qui reconnait comme héritier légitime du trône la progéniture de Henry et d'Anne Boleyn (ils n'eurent qu'une fille, qui finit par devenir reine sous le nom d'Élisabeth Ire), et il est emprisonné à la Tour de Londres en avril 1534. L'année suivante, le pape Paul III le fait cardinal, et Henri VIII réplique en le faisant décapiter dans le mois qui suit. Il est canonisé en 1935. On le fête le 22 juin.

## Prêtre
John Fisher est né en 1469 à Beverley dans le Yorkshire (Angleterre), fils aîné de Robert Fisher, modeste commerçant de Beverley, et d'Agnès sa femme qui ont ensemble quatre enfants. Son père meurt quand John a huit ans. Sa mère se remarie et a cinq autres enfants de son second mari, William White. Fisher semble avoir toute sa vie gardé des contacts étroits avec sa famille élargie. Il reçoit sans doute sa première éducation dans sa ville natale à l'école rattachée à la collégiale. Un des bâtiments de la Grammar School de Beverley a pris son nom en son honneur.
John Fisher étudie à l'Université de Cambridge à partir de 1484. À Michaelhouse (en), qui y est un des collèges existant alors, il subit l'influence de William Melton (théologien), à l'esprit pastoral et ouvert au nouveau courant de réforme dans les études issu de la Renaissance. Fisher obtient son baccalauréat ès arts en 1487, et plus tard sa maîtrise en 1491 ; la même année il est élu pour enseigner dans son collège.
Le 17 décembre 1491 il est ordonné prêtre dans la cathédrale d'York par Thomas Rotherham. N’étant alors âgé que de 22 ans, une dispense d'âge est obtenue du Saint-Siège. Il devient également vicaire de Northallerton dans le Yorkshire, fonction qu'il ne peut d'ailleurs exercer en raison de la poursuite à Cambridge des études nécessaires pour obtenir le doctorat en théologie. Aussi en 1494, résigne-t-il ce bénéfice. Cette même année il devient senior proctor, c'est-à-dire responsable de la discipline, de l'université pour une année, et trois ans plus tard est nommé Master debator, c'est-à-dire chargé de diriger les débats.
En 1497, il est choisi, en remplacement de Richard Fitzjames nommé évêque de Rochester, comme aumônier et confesseur de Margaret Beaufort, comtesse de Richmond et Derby, mère du roi Henri VII. Fisher a fait connaissance de Lady Margaret lors d'un voyage à Londres en 1494 alors qu'en tant que senior proctor de Cambridge il se rendait à la capitale pour régler des problèmes administratifs.
Le 5 juillet 1501, il reçoit son doctorat en théologie et dix jours plus tard est élu vice-chancelier de l'Université de Cambridge.
En 1504, au moment de sa promotion à l'épiscopat, il est choisi comme chancelier de Cambridge, charge qu'il conserve jusqu'à la fin de sa vie en 1535, puisqu'en 1514 il en est déclaré chancelier à vie. Sous l'inspiration de Fisher, Lady Margaret fonde à Cambridge le Collège Saint-Jean et le Christ's College, et une chaire de théologie dite Lady Margaret dans chacune des deux universités d'Oxford et de Cambridge, Fisher devenant lui-même le premier à occuper la chaire de Cambridge. Il est également choisi, dans les années 1505-1508, comme président du Queens' College. À la fin juillet 1516, il est à Cambridge pour l'inauguration du Collège Saint-Jean et c'est lui qui consacre la chapelle.
La stratégie de Fisher est de recueillir des fonds et d'attirer à Cambridge les plus grands érudits d'Europe, en promouvant non seulement l'étude des meilleurs auteurs anciens en latin et en grec, mais encore l'étude de l'hébreu. Au plus profond de son âme c'est un prêtre, et il accorde un grand prix à l'engagement pastoral, surtout à la prédication populaire de la part du personnel qui s'y consacre. Fisher s'attache également à la prière pour les morts, notamment par la création de fondations. Il a une vision large et profonde à laquelle il consacre toutes ses ressources personnelles et toute son énergie. À la fois érudit et prêtre, exigeant envers lui-même, humble et consciencieux, il réussit, malgré les oppositions qui se présentent, à prendre sur lui la charge d'administrer une université tout entière, une des deux seules qui existaient alors en Angleterre.

## Evêque
En 1504, sur les conseils de Richard Fox, évêque de Winchester, ancien chancelier de Cambridge, le roi Henry VII décide de promouvoir le confesseur de sa mère à l'épiscopat. La Bulle Pontificale du pape Jules II datée du 14 octobre 1504 notifie à John Fisher sa nomination au siège de Rochester. Le 24 novembre suivant, à Londres dans la chapelle du Palais de Lambeth, l'archevêque de Cantorbéry, William Warham, consacre le nouvel élu.
Rochester est alors un des plus petits diocèses du Royaume, rapportant de faibles revenus. Ordinairement il n'est que l'étape préalable à la nomination à des sièges épiscopaux plus prestigieux. John Fisher, cependant, en reste titulaire jusqu'à la fin de sa vie, c'est-à-dire pendant près de trente et un ans.
La devise épiscopale du nouvel évêque de Rochester est : "Faciam vos fieri piscatores hominum" ("Je vous ferai pêcheurs d'hommes") tirée de Matthieu 4, 19 ; Fisher signifiant "pêcheur" en anglais, l'évêque a vu, sans aucun doute, dans son nom un signe particulier de vocation missionnaire : "I will make you fishers of men"; D'ailleurs sur son blason  épiscopal, figure en bonne place un poisson pêché.
Désormais, l'évêque Fisher partage sa vie entre l'administration de son diocèse de Rochester, la sollicitude pour l'Université de Cambridge et le rôle qui lui revient dans la Chambre des lords et la Chambre Haute de la Convocation de Canterbury.

## Détention
Le 11 avril 1534, John Fisher, retenu par la maladie dans son diocèse depuis plusieurs mois, est cependant convoqué à Londres pour y prêter le serment désormais exigé de tous les sujets de sa Majesté. Bien qu’ayant obtempéré à la convocation, mais refusant d'y souscrire, il est incarcéré à la prison de la Tour de Londres. L'évêque y séjourne pendant quatorze mois jusqu'à sa mort en juin 1535.

## Cardinal de l'Église catholique
Le pape Paul III, nouvellement élu, élève le 20 mai 1535 John Fisher à la dignité de cardinal de Rome. Le roi Henry VIII voit dans cette nomination un affront direct à son autorité.
À partir du 7 mai 1535, les interrogatoires de Fisher se multiplient. Il s'agit de faire fléchir le seul des évêques du royaume qui s'est opposé à la reconnaissance du roi comme chef suprême de l'Église en Angleterre. À cette occasion l'évêque destitué de Rochester (le siège a été déclaré par Henry VIII vacant au début de 1535) refuse de reconnaître cette suprématie royale en la matière.
En conséquence, le 17 juin 1535, il comparait devant le tribunal du Banc du Roi au Palais de Westminster. Il y est condamné le jour même à mort pour trahison.

## Exécution à Londres
La sentence est exécutée le matin du 22 juin 1535. Le cardinal Fisher a la tête tranchée à Tower Hill, près de l'enceinte nord de la Tour de Londres. Son corps dénudé reste exposé jusqu'au soir sur le lieu du supplice. Sa tête, fixée au bout d'une pique, est exposée à la vue de tous à l'entrée du Pont de Londres.

## Saint martyr
John Fisher est béatifié comme martyr de la foi par le Pape Léon XIII le 29 décembre 1886. Il est ensuite mis au catalogue des saints de l'Église catholique par le Pape Pie XI le 19 mai 1935. Sa fête se célèbre, dans l'Église catholique, le 22 juin, date de son exécution.
En 1980, malgré le fait d'avoir été un farouche opposant à la Réforme anglicane, John Fisher (en compagnie de Thomas More) est ajouté au calendrier des saints et héros de l'Église d'Angleterre. Ils sont tous les deux célébrés le 6 juillet, date de l'anniversaire de l'exécution de More.

## Sources
- (en) Cet article est partiellement ou en totalité issu de l’article de Wikipédia en anglais intitulé « John Fisher » (voir la liste des auteurs).
- Larousse encyclopédique en couleurs, France Loisirs, 1978